# Georg Kegel

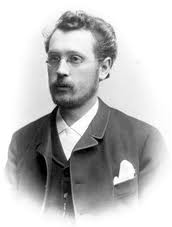
Georg Kegel

Georg Karl Wilhelm Kegel (* 22. September 1857 in Cassel; † 26. Dezember 1912 ebenda) war ein deutscher Architekt des Historismus.

## Leben
Georg Kegel wurde 1857 geboren als achtes von elf Kindern des Fotografen und Lithografen August Ernecke Georg Kegel senior (1821–1884), der 1849 in Kassel eine Lithografie-Werkstatt eröffnet und das Photographisches Institut für Lichtbilder auf Papier und Daguerreotyp-Portraits gegründet hatte. Der Vater war gebürtig in der damaligen Domäne Ziehers ein Kilometer östlich von Fulda, auf der der Großvater Pächter war.
Nach dem Besuch des Lyceums Fridericianum in Kassel studierte er von 1874 bis 1878 an der Königlich Technischen Hochschule Hannover bei Conrad Wilhelm Hase und wurde dort 1876 aktives Mitglied der katholischen Studentenverbindung AV Gothia im KV. 1887 wurde er nach bestandenem zweiten Staatsexamen zum Regierungsbaumeister ernannt. Von 1888 bis 1893 war er Lehrer an der Baugewerkschule Kassel, schied aber dann aus dem Staatsdienst aus und arbeitete bis zu seinem Tod freiberuflich in Kassel. Zahlreiche Studienreisen führten ihn nach Großbritannien, Frankreich, Dänemark, Italien und Österreich.
Ein Sohn von Georg Kegel war Sturm Kegel.

## Wirken
Georg Kegel entwarf als Architekt 24 katholische Kirchen und Kapellen im Gebiet des Bistums Fulda sowie zahlreiche Profanbauten. Er bevorzugte neugotische und neuromanische Elemente, aber auch Formen aus der Renaissance. Typisch waren seine streng an der Nutzung orientierten Entwürfe und die souveräne Kombination von traditionellen, heimischen Materialien, wie Naturstein und Fachwerk. Zu seinen bedeutendsten Werken gehören die beiden großen katholischen Pfarrkirchen St. Maria (gen. Rosenkranzkirche) und St. Familia in Kassel, aber auch das Schloss Rothestein bei Bad Sooden-Allendorf.
Kegel war Mitglied im 1903 gegründeten Bund Deutscher Architekten (BDA) und fungierte mehrere Jahre als Vorsitzender der BDA-Ortsgruppe Kassel.
Über 25 Jahre hinweg leistete er Vorarbeiten für die Wiederherstellung des Doms St. Peter in Fritzlar. Er starb überraschend bei Beginn der Arbeiten.

## Bauten
(unvollständige Liste)
Sakralbauten:

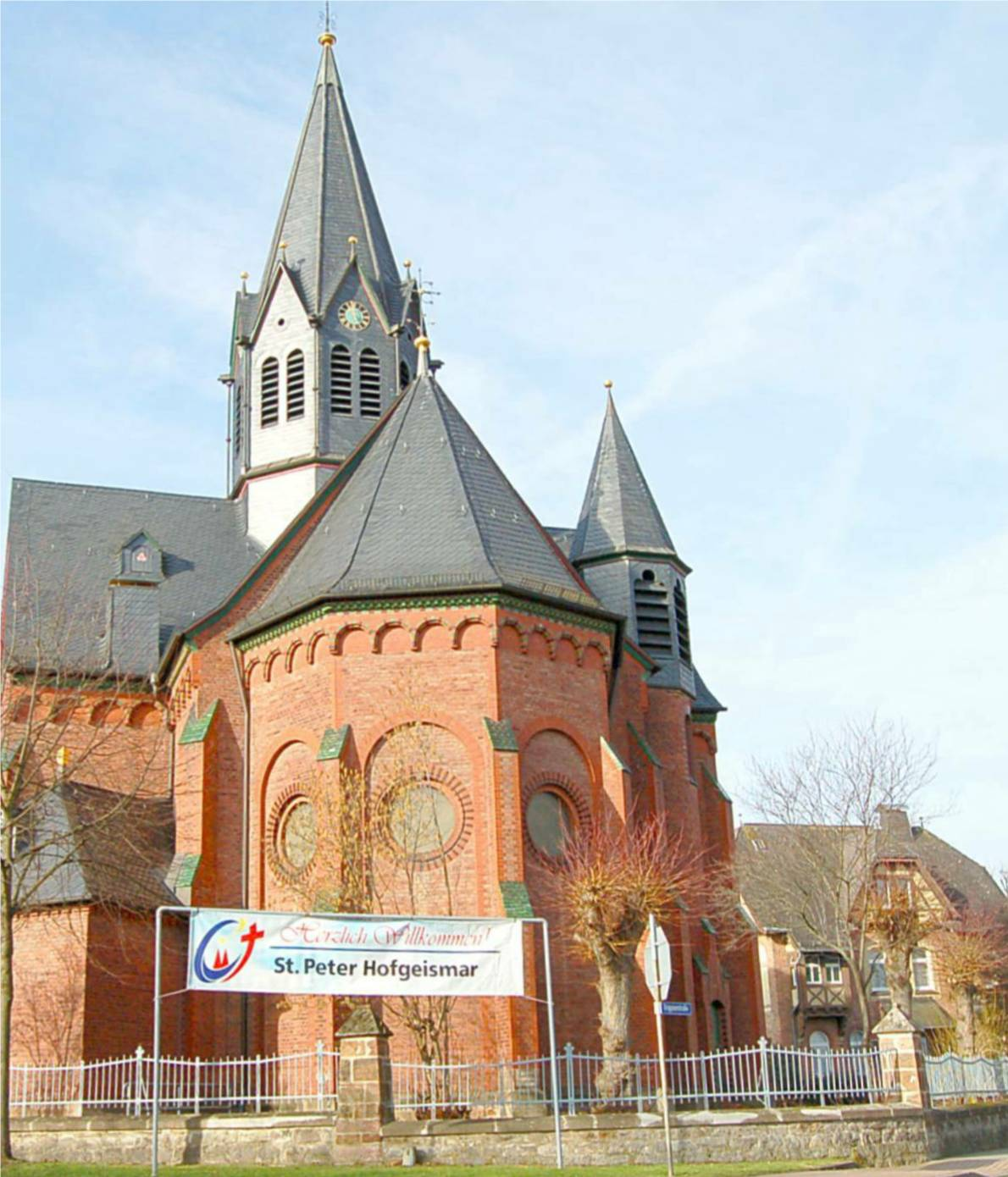
Pfarrkirche St. Peter in Hofgeismar

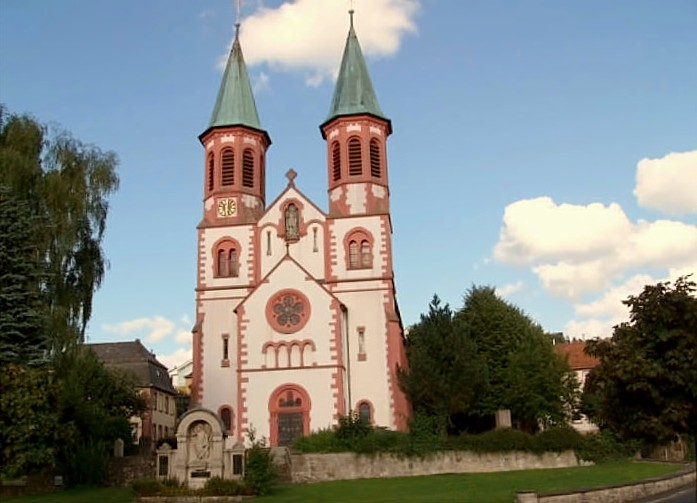
St. Georg in Hofbieber

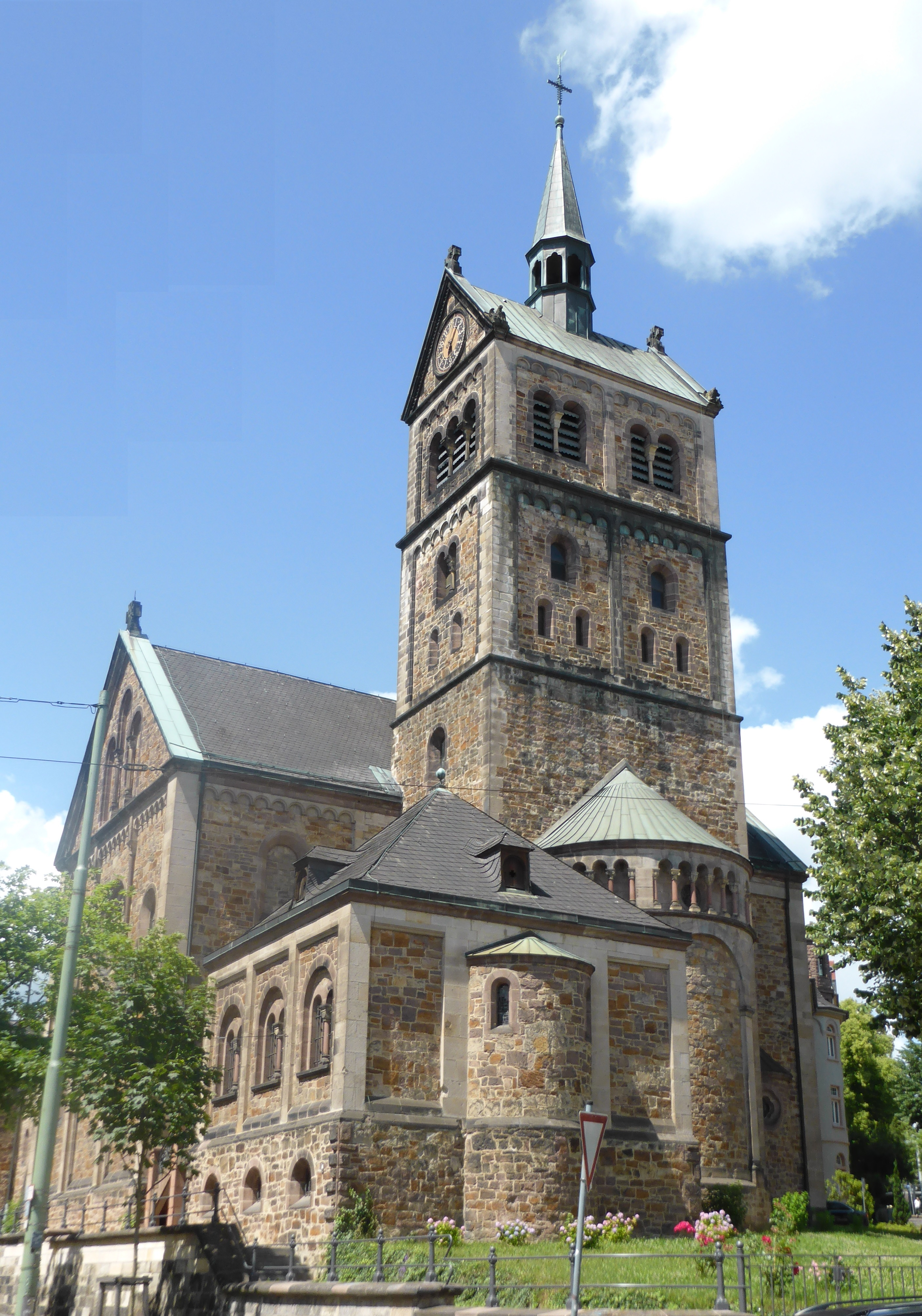
St. Maria „Rosenkranzkirche“ in Kassel

- 1886: Nüsttal-Rimmels –  Kapelle des heiligen Antonius des Einsiedlers
- 1888: Nüsttal-Silges – Filialkirche St. Odilia
- 1888: Nüsttal-Gotthards – Filialkirche St. Anna
- 1890: Hofbieber-Elters – kath. Pfarrkirche St. Vitus und Anna
- 1890–1891: Bad Sooden-Allendorf – St. Bonifatius (1959 abgerissen)
- 1891–1892: Petersberg-Steinhaus – St. Nikolaus
- 1892–1893: Höchst an der Kinzig – Filialkirche St. Wendelin mit Pfarrhaus (1963 abgerissen)
- 1894–1901: Geisa-Spahl – St. Cyriakus
- 1897: Hofgeismar – kath. Pfarrkirche St. Peter
- 1897–1899: Kassel, Kölnische Straße – kath. Pfarrkirche St. Familia
- 1899–1901: Hofbieber – kath. Pfarrkirche St. Georg
- 1899–1901: Kassel, Kirchweg – kath. Pfarrkirche St. Maria (Rosenkranzkirche)
- 1899–1909: Eichenzell-Rothemann – St. Barbara (1962 abgerissen)
- 1902: Fulda-Kämmerzell – Wallfahrtskapelle St. Rochus, Vorhalle
- 1903–1904: Biebergemünd – St. Johannes Nepomuk (Ausbau)
- 1904: Jossgrund-Oberndorf – St. Martin (Ausbau)
- 1904–1905: Eschwege – St. Elisabeth
- 1905–1907: Eichenzell-Büchenberg – St. Jakobus
- 1912–1914: Hofbieber-Schwarzbach – St. Maria vom Berge Karmel (genannt „Rhön-Dom“)
- 1912–1914: Amöneburg-Mardorf – Kellmark-Kapelle (Mariæ Heimsuchung)

Profanbauten:
- 1891–1892: Fulda – Villa Marx (1969 abgerissen)[5]
- 1891–1894: Bad Sooden-Allendorf – Schloss Rothestein
- 1897–1913: Kassel – kath. Lyzeum „Engelsburg“ (heutiges Engelsburg-Gymnasium), Zwischenbau mit Speisesaal und Kapelle, Neubau Akazienweg, Neubau Rektorhaus
- 1898: Kassel-Wilhelmshöhe – Endstationsgebäude der Straßenbahnlinie 1 (heute Besucherzentrum der Museumslandschaft Hessen Kassel)
- ca. 1900: Kassel-Wilhelmshöhe – Straßenbahndepot (abgerissen)
- 1900–1907: Hannoversch Münden – Kurhessen-Kaserne
- 1912–1913: Naumburg (Hessen) – Volksschule (heute genutzt als Rathaus)